# Émile Deshayes
Pour les articles homonymes, voir Deshayes et Émile Deshayes de Marcère.
Émile Deshayes, né à Petit-Rechain le 22 mai 1875 et mort à Liège le 29 avril 1946 , est un architecte et dessinateur belge, qui a exercé à Liège et dans sa région. On lui doit entre autres l'église Saint-Hubert d'Aubel qui restera son œuvre maîtresse.

## Biographie

### L'architecte
La famille Deshayes est originaire du Pays de Herve, et c'est là que le jeune Emile va grandir et effectuer ses études primaires et secondaires. En 1896, il rejoint Liège et s'inscrit en quatrième année d'architecture à l'École Saint-Luc. Il semble, en effet, que le jeune Charneutois ait développé une aptitude au dessin qui le dispensera de l'année préparatoire et du cycle moyen. Tout en menant ses études en cours du soir, Deshayes travaille la journée comme dessinateur dans l'atelier d'orfèvrerie Joseph Wilmotte fils. Rapidement, il se distingue en remportant les premiers prix. En 1900, il obtient le diplôme d'architecte et la Médaille d'or. Au terme d'un parcours sans faute, il est récompensé, en 1901, par le Grand Prix.

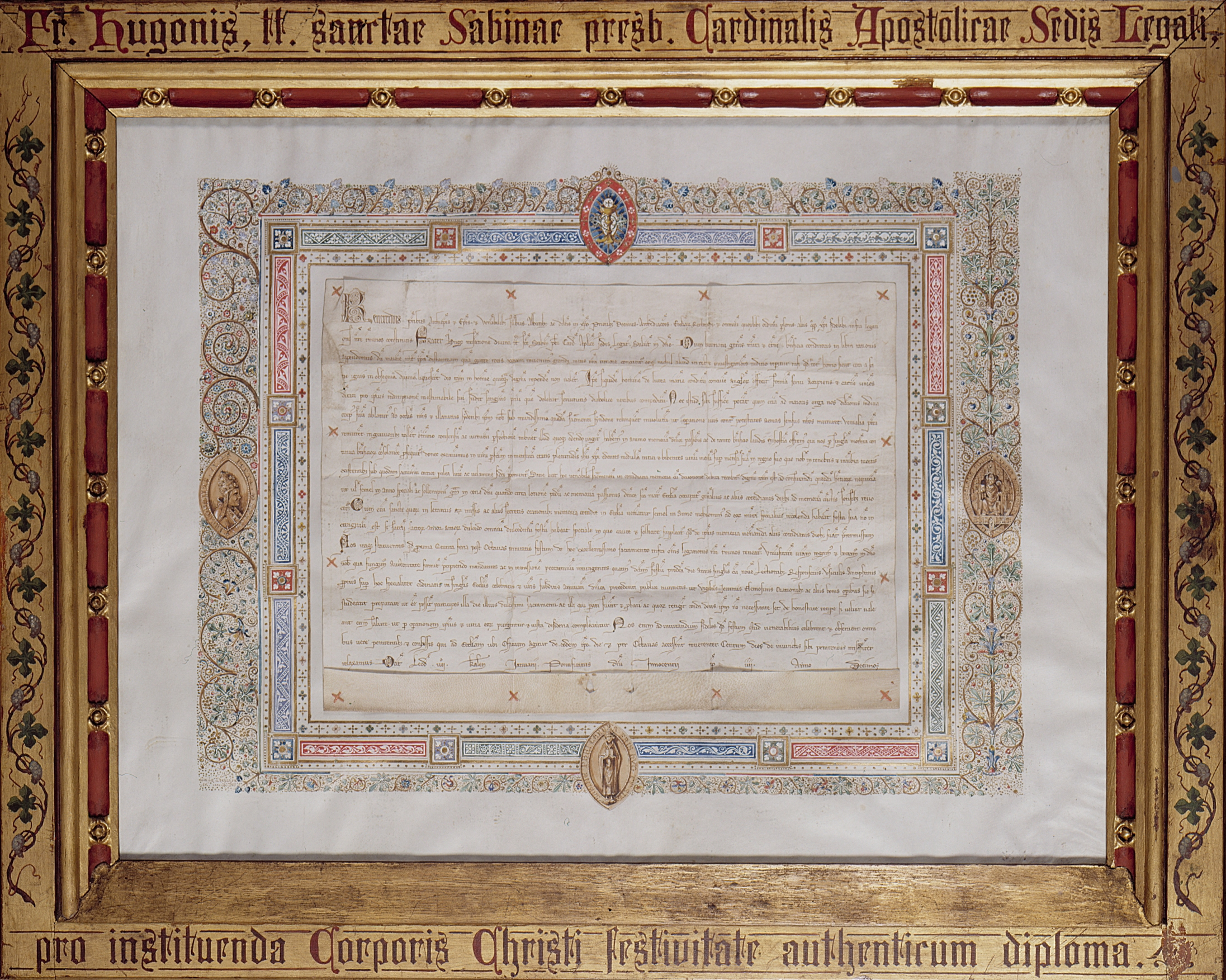
Diplôme d'Institution de la Fête-Dieu (Musée du Grand Curtius à Liège.)

En 1907, l'administration communale d'Aubel demande à Deshayes de dessiner les plans d'une nouvelle église paroissiale. Dédié à Saint-Hubert, l'édifice est érigé en 1910 dans le style néogothique.
Au début de sa carrière, Deshayes s'intitule « dessinateur-architecte ». Ce titre semble significatif de ses goûts pour la peinture et le décoratif. Il dessine, entre autres, des maîtres-autels, chaires de vérité, le mobilier de la maison communale de Clermont, la salle à manger de la maison Nicolaï à Gorhez-Saint-Jean-Sart. Son amour pour l'art décoratif, on le retrouve aussi à travers une enluminure de style médiéval réalisée en 1907 et encadrant le Diplôme d'Institution de la Fête-Dieu, précieux parchemin conservé au Musée du Grand Curtius à Liège.
Pendant la Première Guerre mondiale, il contribue à la réflexion sur la reconstruction de la région liégeoise qui prend l'architecture rurale comme modèle. Dans ce cadre, il participe à quelques expositions où ses travaux remportent de nombreux prix.
À partir de 1924, il participe à des travaux de reconstruction de la ville de Visé. Il y réalise notamment l'Hôtel des Postes et l'hôtel du Pont.
Un de ses fils Joseph Deshayes (1908–1988) fut également architecte à Liège.

#### Style et jugement

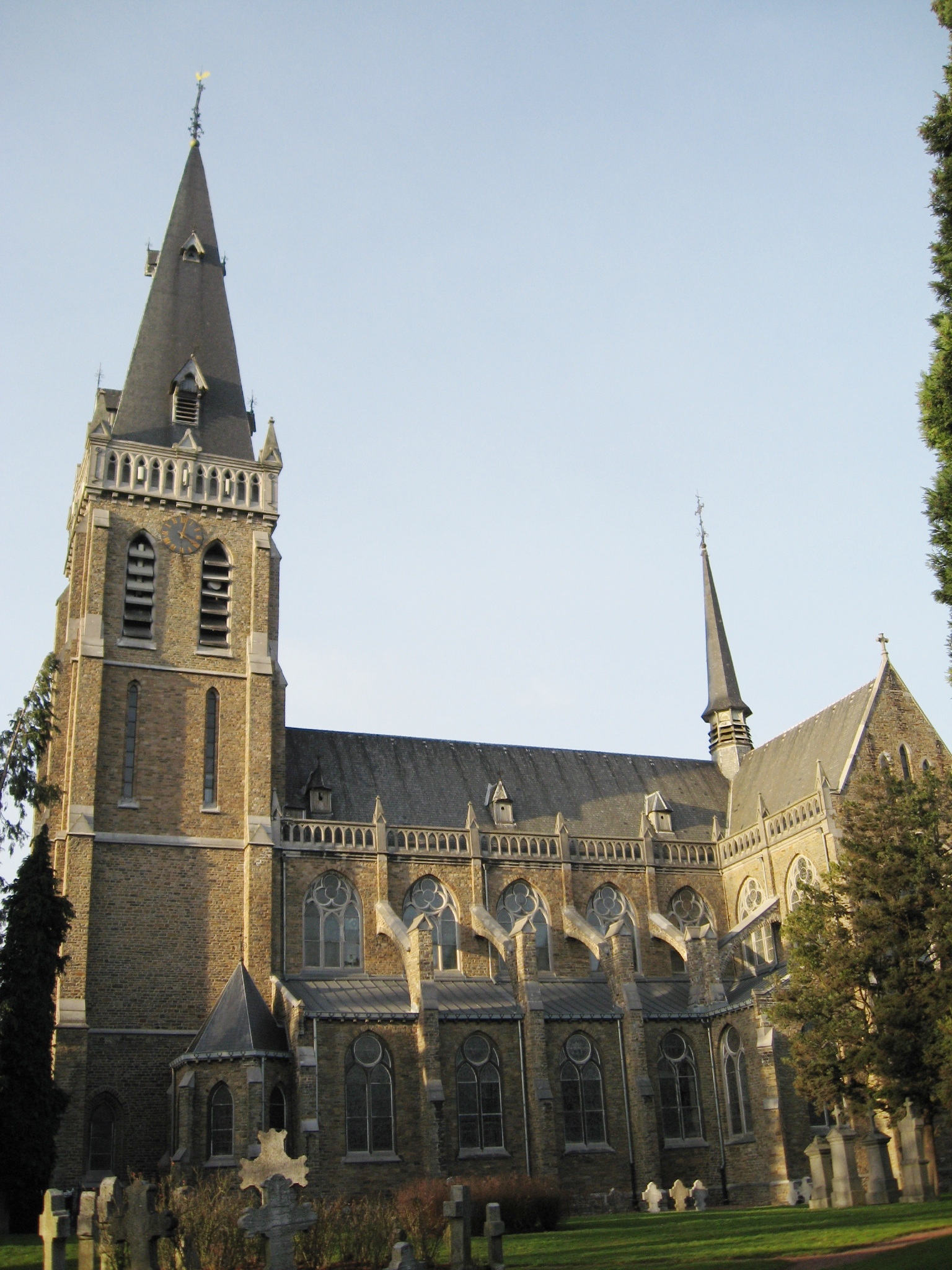
L'église Saint-Hubert d'Aubel

« Imprégné des modèles de l'architecture religieuse médiévale, Émile Deshayes est, aux côtés de Jean-Charles Delsaux et d'Edmond Jamar, un protagoniste du mouvement néogothique en région liégeoise. Issu d'une famille catholique, c'est dans le monde conservateur qu'il engrange les commandes.
Les édifices religieux présentés illustrent l'évolution des conceptions stylistiques en matière d'architecture religieuse de 1907 à 1936. Richement décoré et insistant d'abord sur la qualité du travail de l'artisan, le néogothique tend ensuite vers une réduction des formes.
Dans les habitations privées, l'architecte développe un langage éclectique, discret et imprégné d'historicisme parfois ponctué d'Art nouveau. Après avoir participé à la redécouverte des styles imposés lors de la reconstruction, il adopte un nouvel éclectisme basé sur les styles historiques associés aux expressions formelles de l'entre-deux-guerres comme l'Art déco. »

— Sébastien Charlier

### L'artiste-dessinateur
Si l'architecture est la profession d'Émile Deshayes, la peinture et le dessin sont ses passions. En témoigne une abondante production qui s'étend de 1900 à 1945 et qui comprend essentiellement des portraits et des paysages. Durant l'année académique 1915-1916, Deshayes soucieux d'acquérir une nouvelle formation artistique, suit en élève libre plusieurs cours à l'Académie des beaux-arts de Liège. Il reçoit l'enseignement de professeurs réputés comme Évariste Carpentier et Adrien de Witte. Il voue au maître Évariste Carpentier une profonde admiration et entretient des liens amicaux avec les peintres José Wolff, Fernand Steven et Ernest Forgeur.

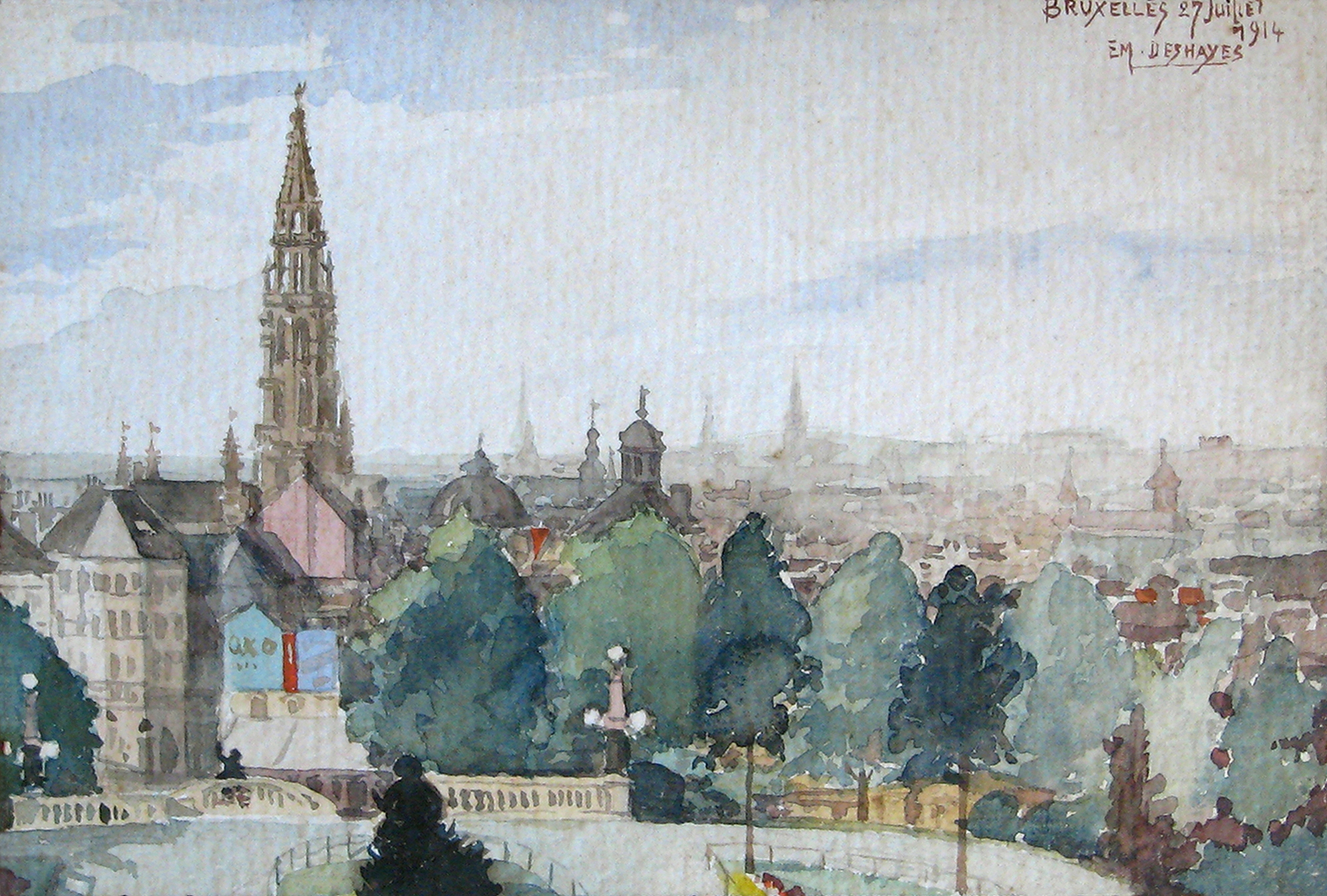
Bruxelles, vue du Mont des Arts
(27 juillet 1914)

À l'encre, à l'aquarelle ou à l'huile, l'artiste montre des coins du Pays de Herve, des monuments liégeois ou encore des lieux visités lors de voyages. L'œil de l'architecte transparaît parfois dans certaines de ces représentations.
Au début des années 1920, il s'intéresse davantage au portrait. Ces dessins exécutés à main levée aux crayons ou à la plume puis parfois rehaussés à l'aquarelle se situent à mi-chemin entre la caricature et une évidente démarche humaniste. Outre la grande qualité graphique de ces croquis, ceux-ci présentent une sorte de fresque de la société liégeoise de l'entre-deux-guerres. C'est toute une époque qui est ainsi évoquée, dans les attitudes, les coiffures, les tables rondes des bistrots, les musiciens ambulants qui en constituaient le décor quotidien.
Durant les années 1931 et 1932, il réalise quelque 165 portraits aux crayons couleur, sur papier journal. Ces portraits-minute sont étonnants de vie, de vérité, et constituent, selon Edith Micha, l'aspect le plus original de l'œuvre graphique d'Émile Deshayes.

#### Appréciations

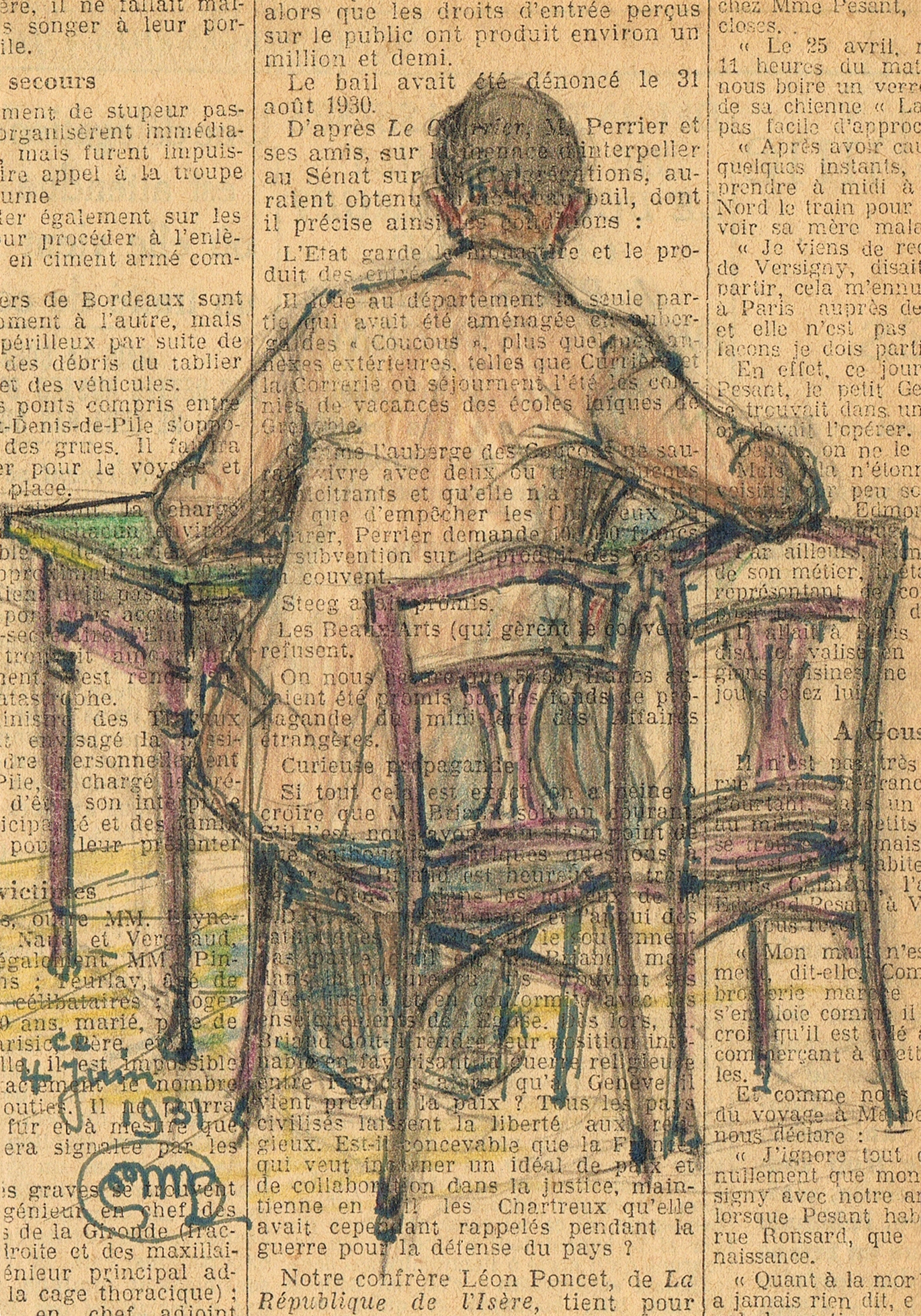
Homme attablé

« Quel étonnement de retrouver le même climat chez un dessinateur, Émile Deshayes, architecte de son métier, ayant vécu à Liège dans les mêmes années que Simenon, et ayant fréquenté les mêmes brasseries de la ville. Il y faisait des portraits, à l'insu de ses modèles, généralement sur une des feuilles de son journal, posé à même la table, afin de passer inaperçu d'eux. Ce sont les mêmes mimiques, les mêmes gestes si typiques du temps, les mêmes ambiances de bistrots : hommes attablés ou accoudés au bar, jouant aux cartes ou au billard, auquel la cigarette, le cigare ou la pipe donnent une contenance, tout cela ayant derrière eux les nouvelles qui apparaissent sur le journal du jour. Et l'on retrouve chez l'un, la grimace de classe de l'aristocrate, ou la morgue de l'arriviste, chez l'autre, l'allure autoritaire du juge, du commissaire de police ou du douanier ou l'air bien dans ses papiers du commerçant ou du bourgeois, ou encore les traits typiques de ce qu'on appelait alors la classe ouvrière, l'air aguicheur des demi-mondaines, ou même de femmes qui suivaient d'un peu trop près la mode... »

— Pierre Loze

« Deshayes est un artiste attentif au dessin sur le motif, à la captation immédiate avec brio et une acuité sans complaisance, de scènes quotidiennes, les terrasses de cafés, les endroits mondains lui fournissant visages, attitudes, comportements d'habitués croqués avec une joyeuse avidité. Pour cet exercice d'observateur minutieux, mais discret, Deshayes invente une tactique bien particulière : faisant mine de lire son journal, il dessine à même les pages imprimées ses cibles. C'est à la manière des « snapshots » de Cartier Bresson et d'autres photographes de l'école réaliste, l'unique exemple du « crayon caché », et l'on devine l'attention jubilatoire de l'artiste guettant ses proies. »

— Lucien De Meyer

## Galerie

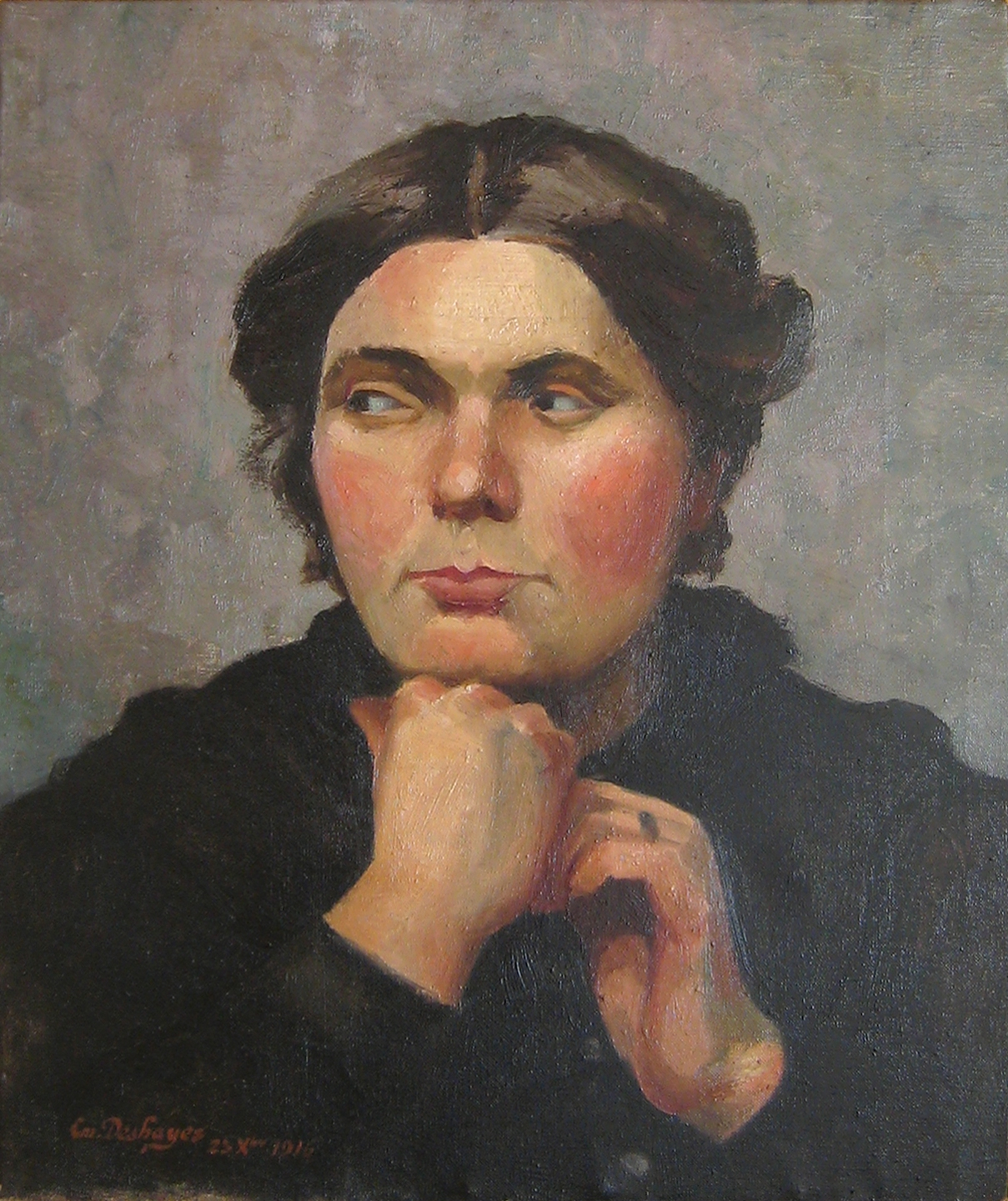
Portrait d'une jeune femme, 1916
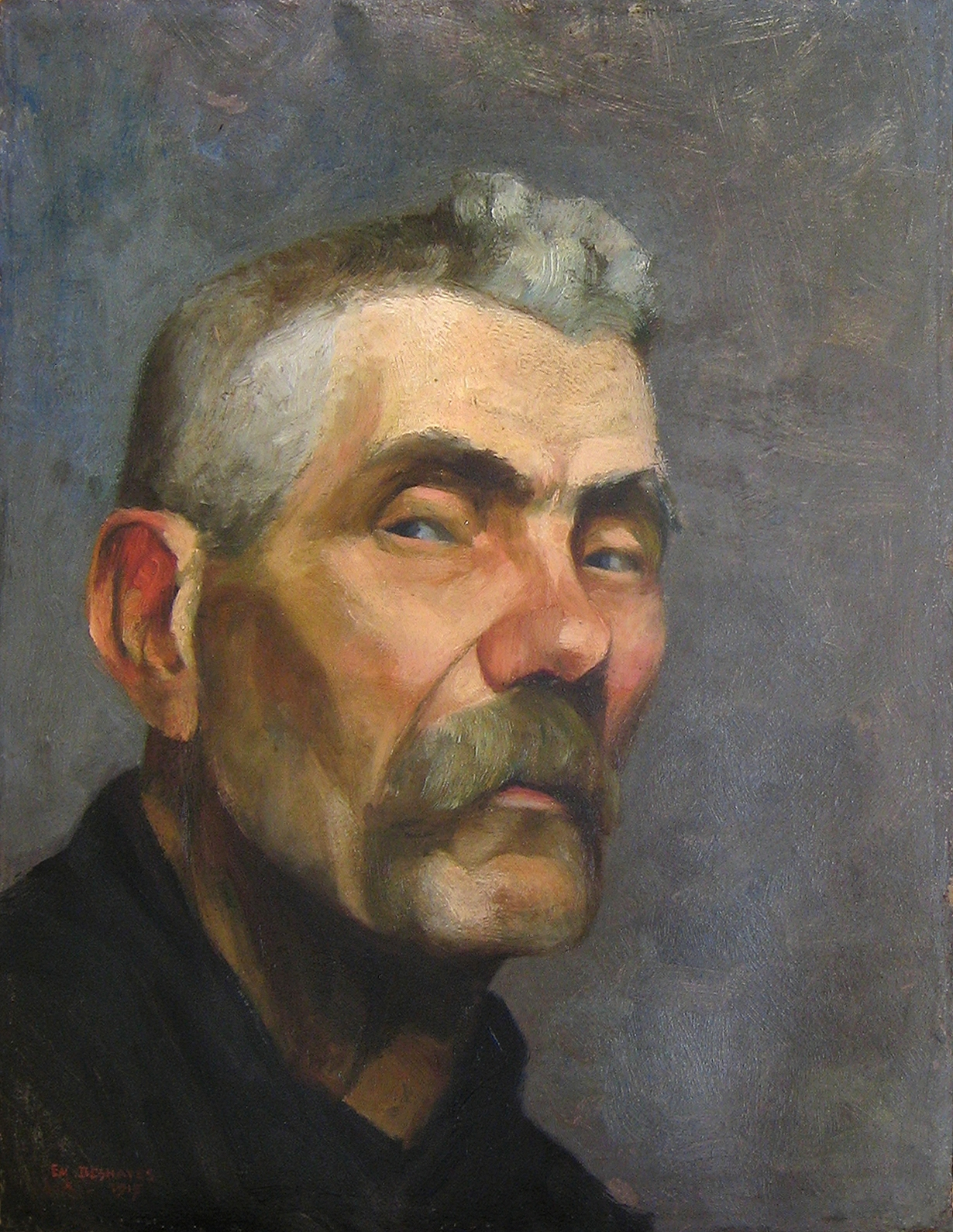
Portrait d'un vieil homme, 1917
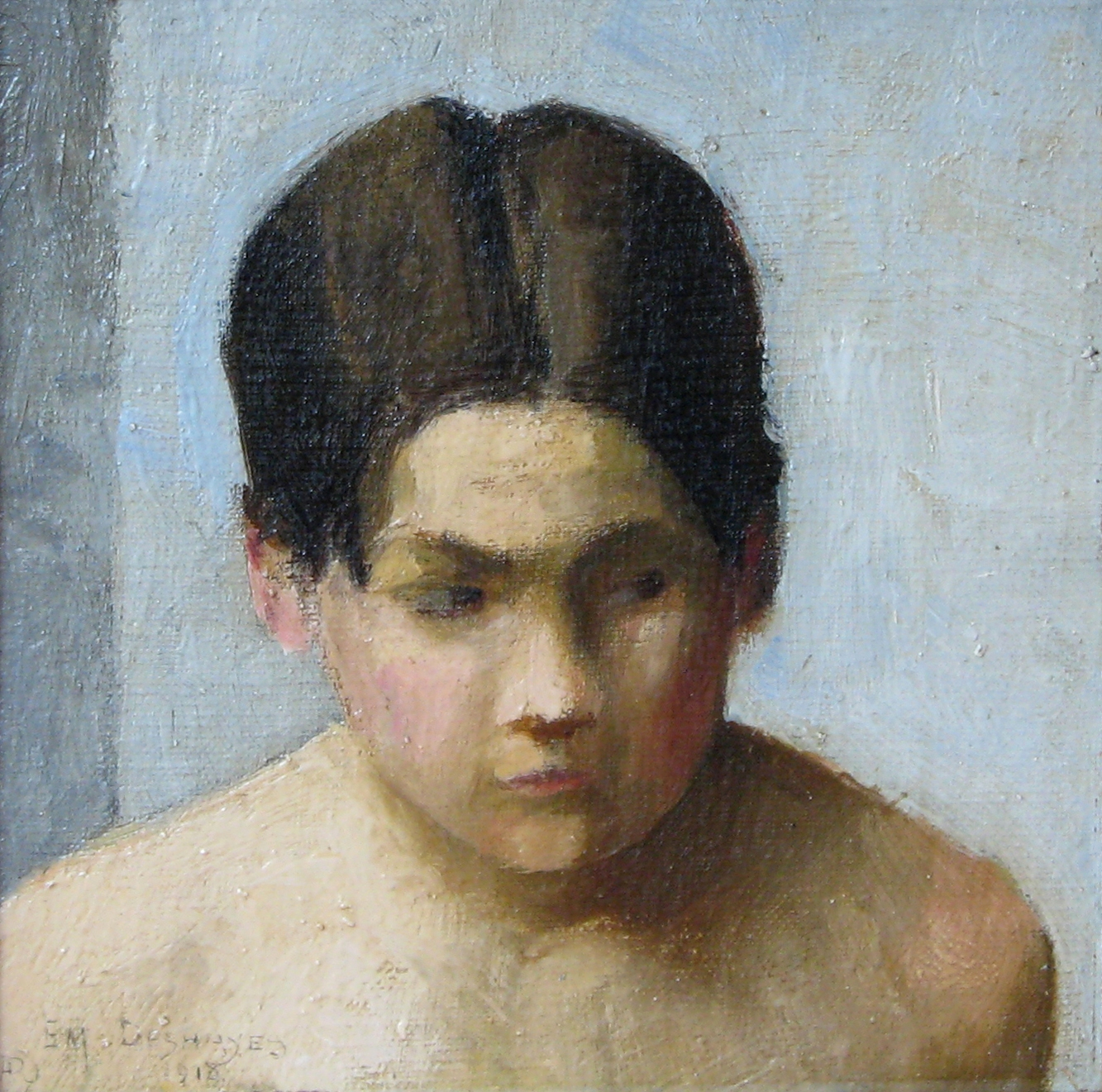
Portrait d'un garçon, 1918
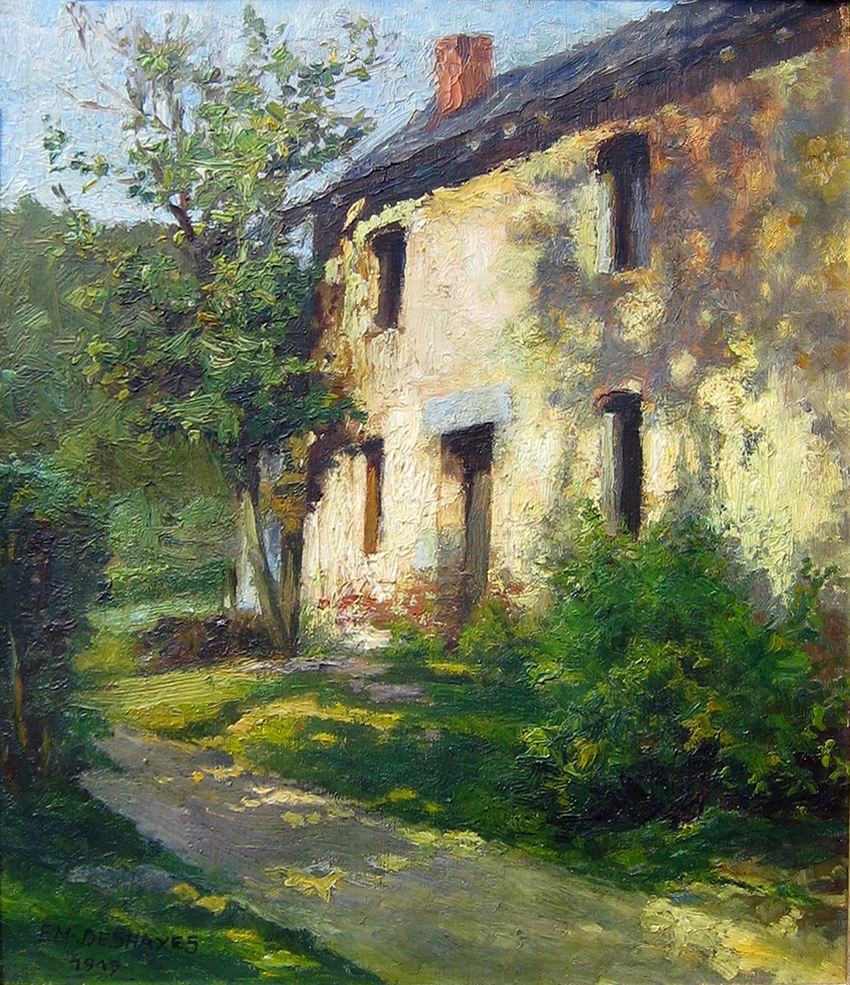
La maison ensoleillée (Vieuxville, c. 1917-1919)
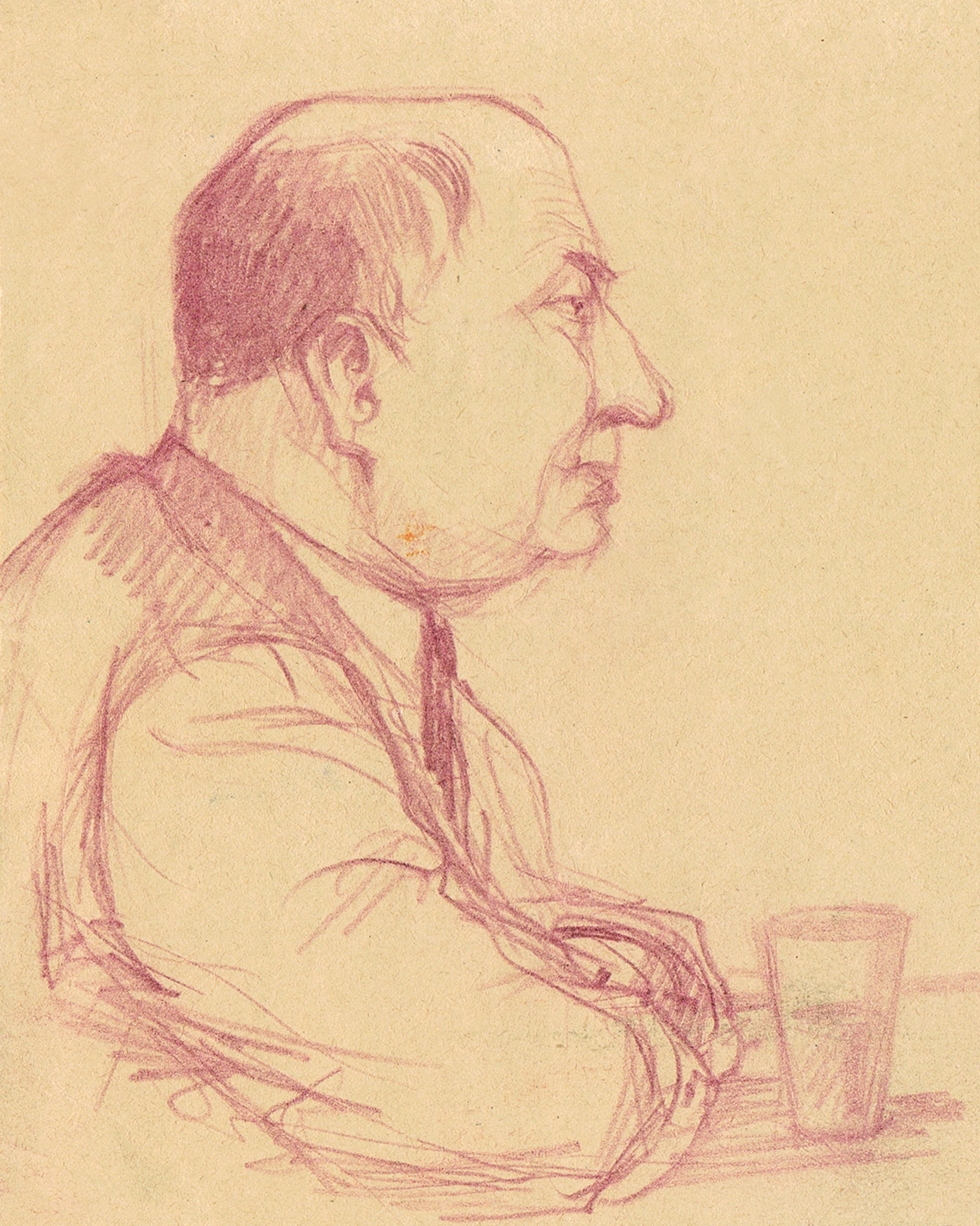
Homme attablé
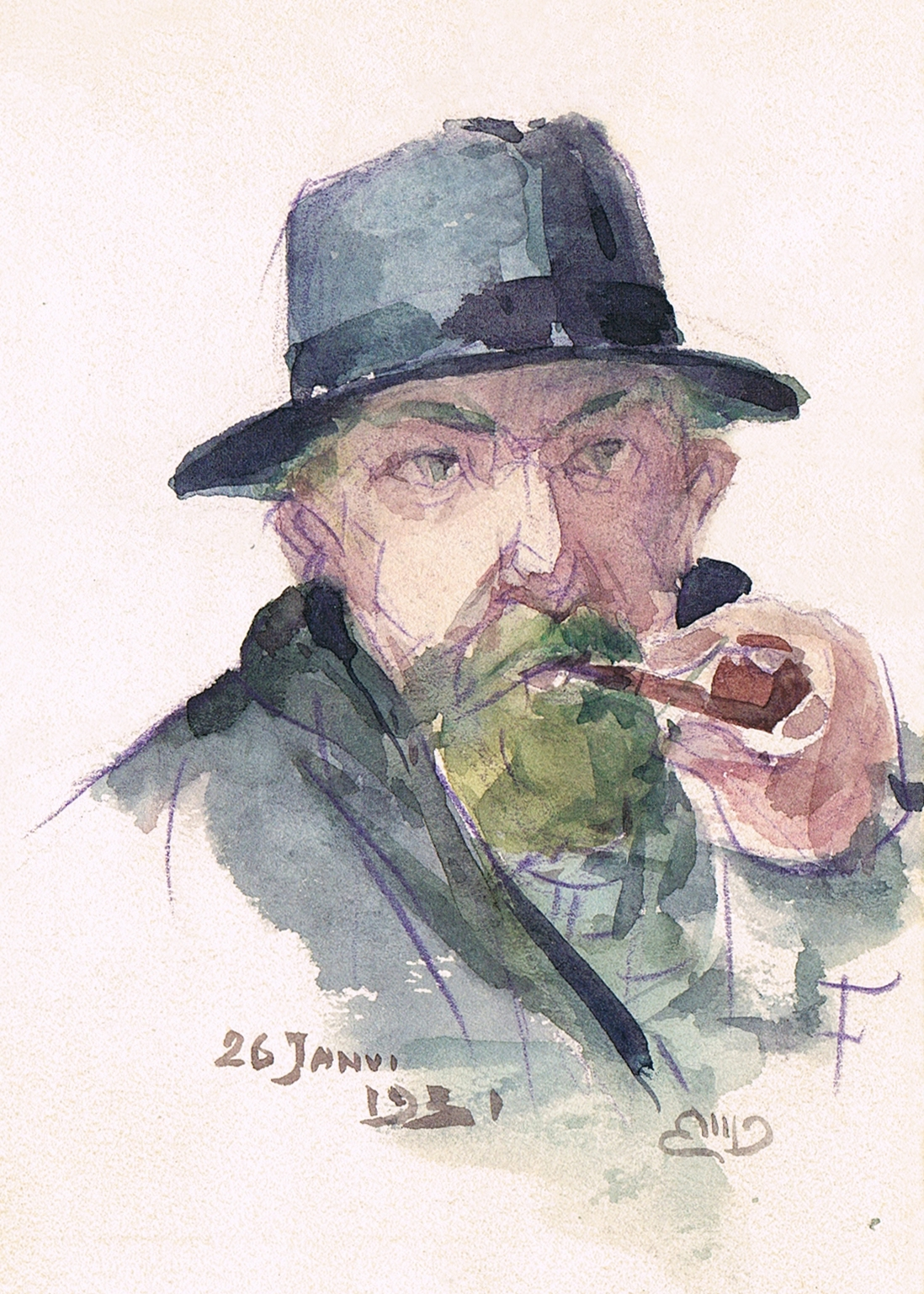
Vieil homme à la pipe, 1931
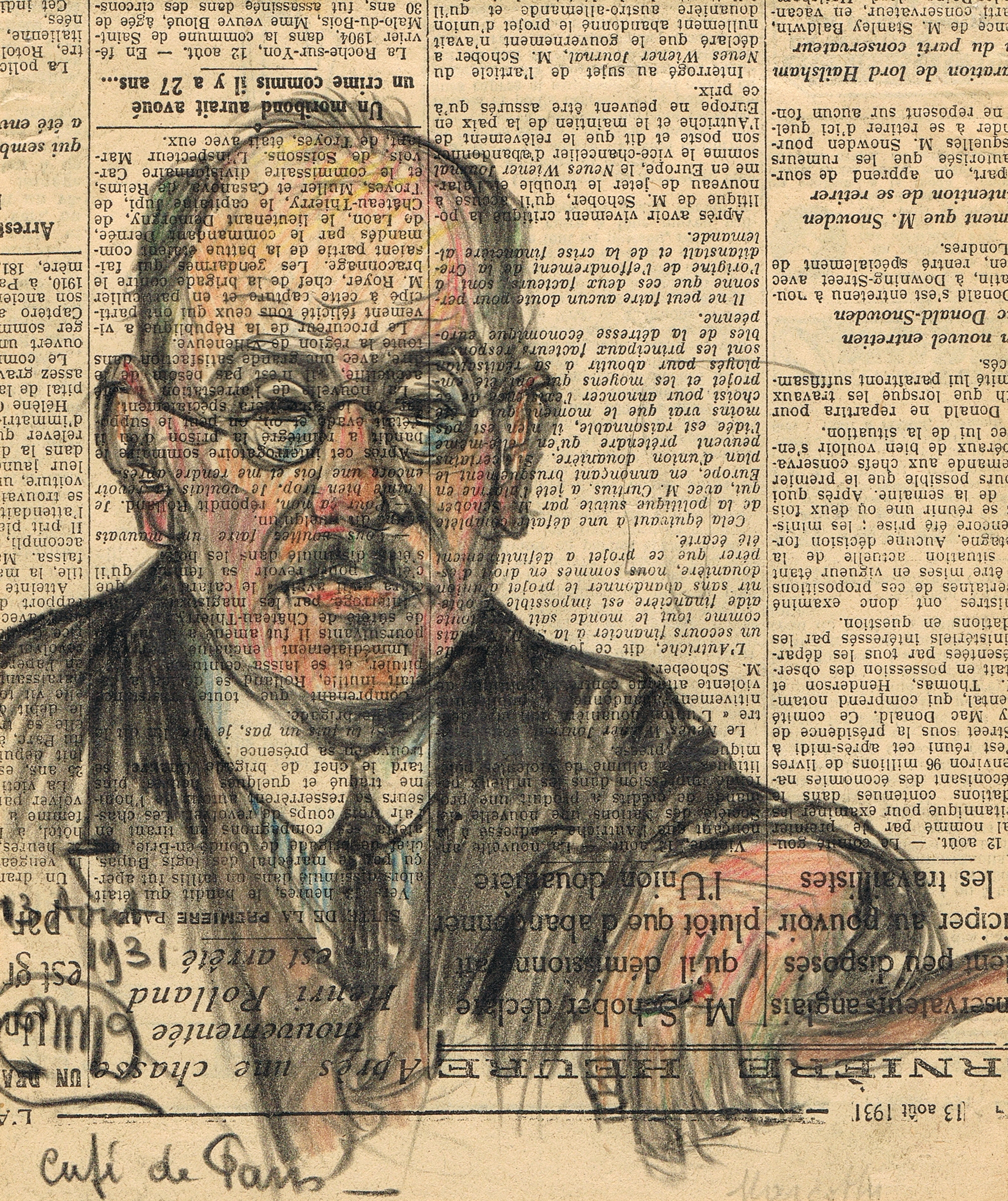
Homme à la cigarette, 1931
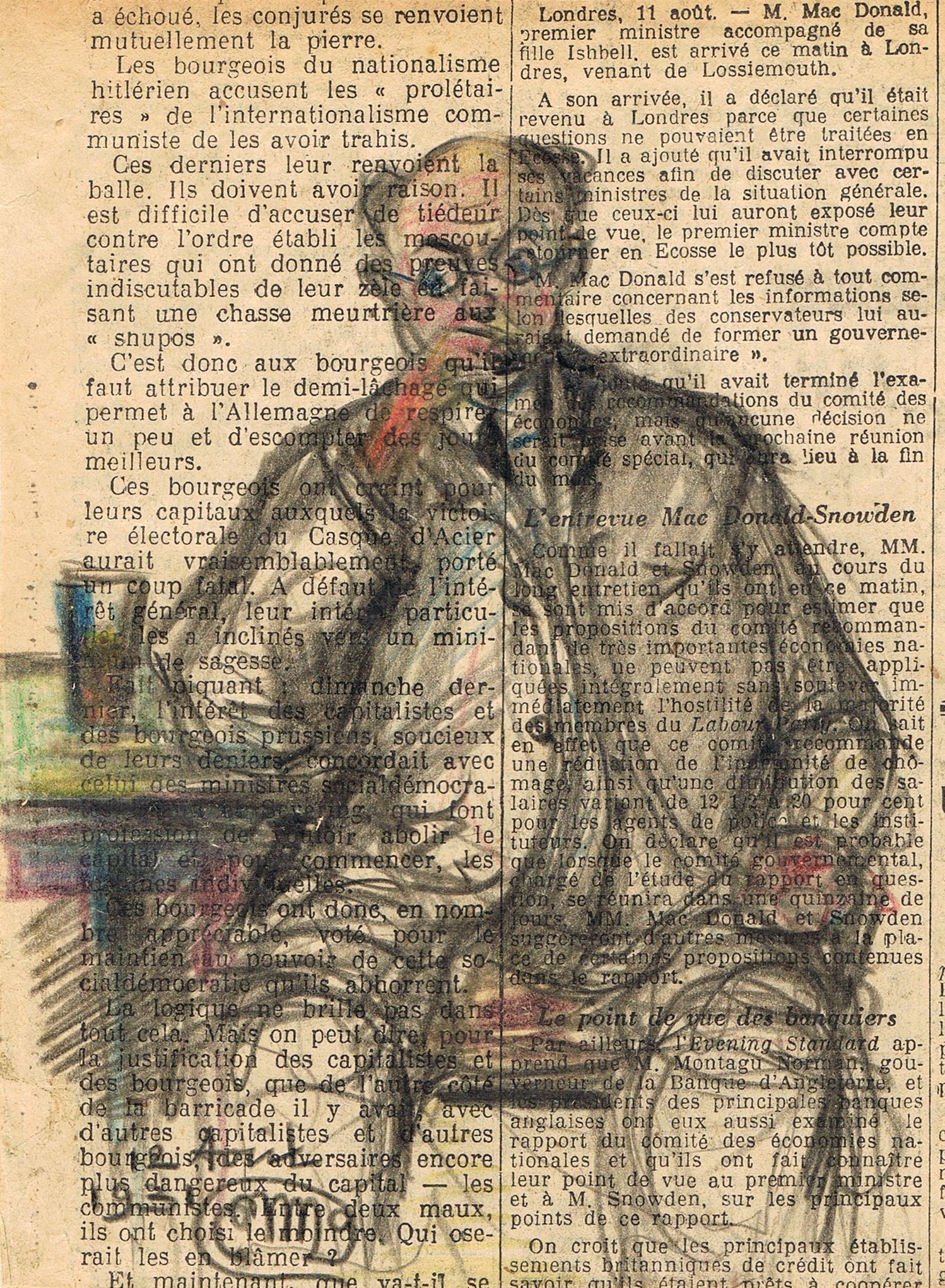
Homme accoudé à une table, 1931
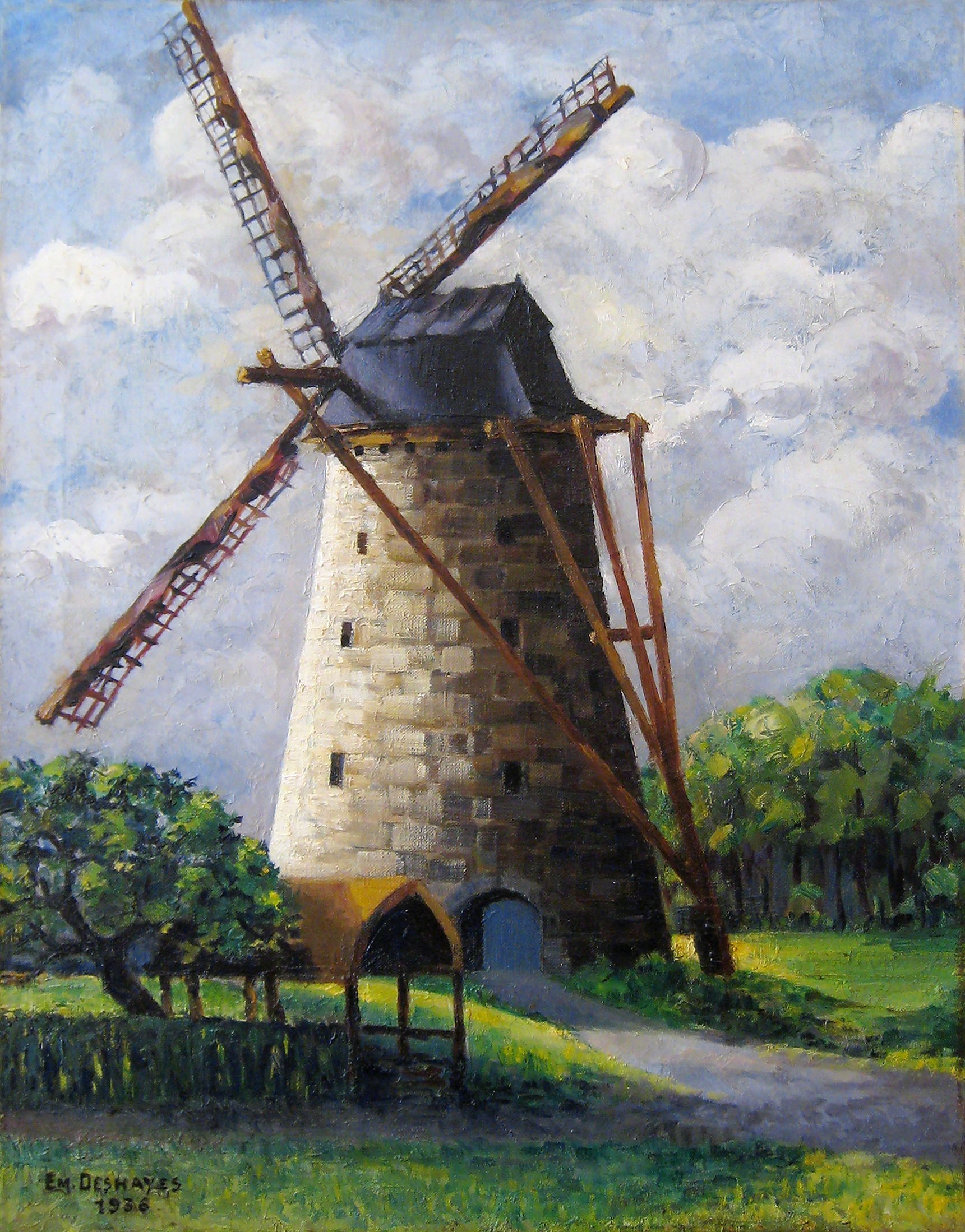
Le moulin de Rummen, 1936
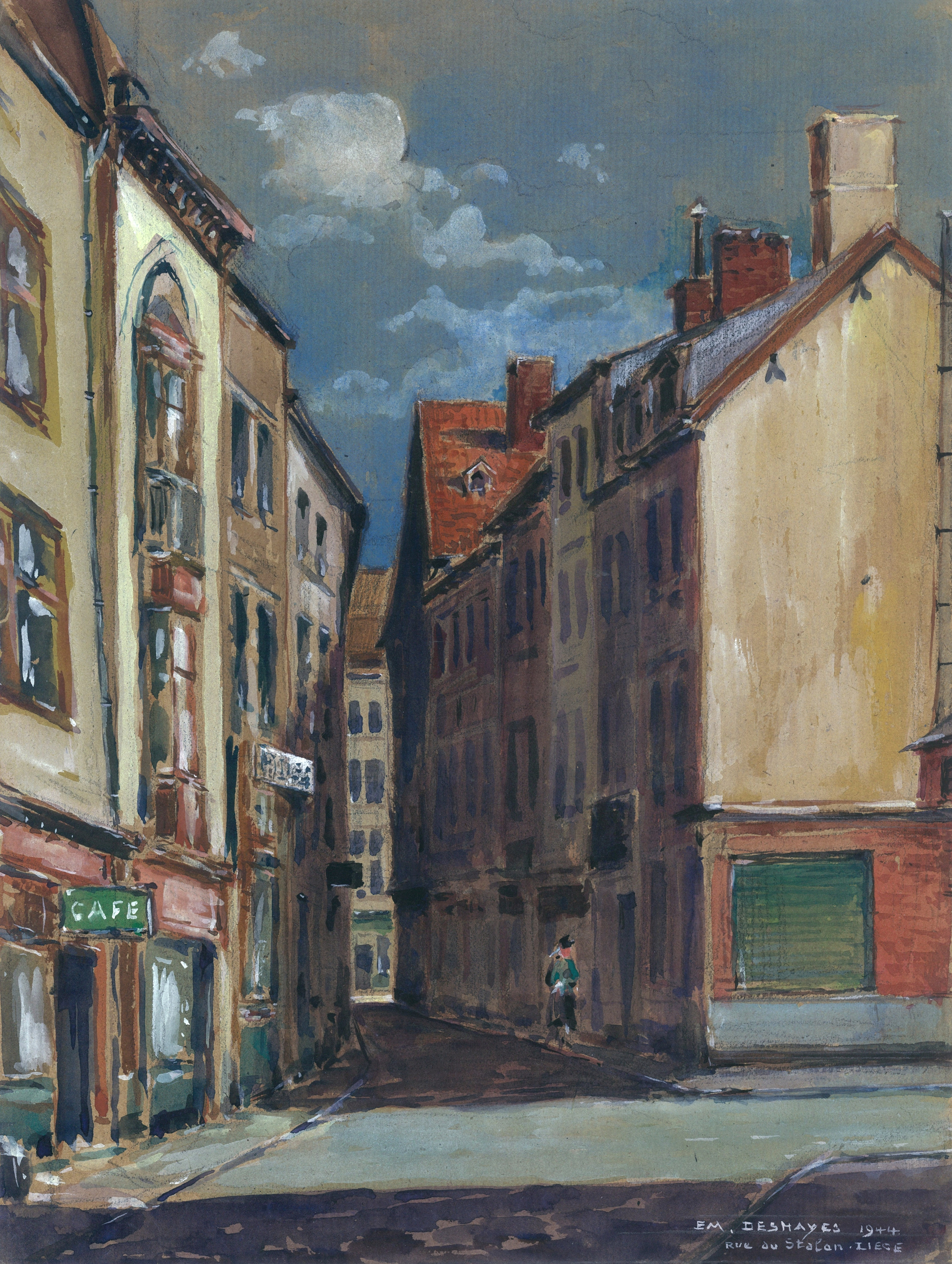
Liège, rue du Stalon, 1944

## Œuvres
- 148 dessins sont conservés à l'Université de Liège (Collections artistiques de l'Université de Liège[10])
- Église Saint-Hubert d'Aubel
- Église Saint-Jean-Marie Vianney Chênée-Liège
- Hôtel des Postes et l'hôtel du Pont de Visé
- 1910 : Église du Sacré-Cœur de Robermont à Liège
- 1934 : Flèche de l'abbatiale du Val-Dieu (Aubel)